# Gaius Arrius Domitianus
Gaius Arrius Domitianus war ein im 2. Jahrhundert n. Chr. lebender Angehöriger der römischen Armee.
Durch vier Inschriften, die beim Kastell Trimontium gefunden wurden, ist belegt, dass Domitianus um 142/155 Centurio in der Legio XX Valeria Victrix war, die zu diesem Zeitpunkt in der Provinz Britannia stationiert war. Er war vermutlich Kommandeur einer abgeordneten Abteilung der Legion, die die Besatzung des Kastells bildete. Laut RIB war er auch Kommandeur der Ala Vocontiorum.